# 晴川街道
晴川街道是中华人民共和国湖北省武汉市汉阳区下辖的一个街道办事处。
2016年5月16日，武汉市民政局批复同意晴川街道办事处和月湖街道办事处合并为晴川街道办事处。东临长江与武昌区相望，南以龟山南路、京广铁路及琴台大道与建桥街道、五里墩街道、琴断口街道接壤，西至赫山路与江汉二桥街道毗邻，北至汉江与江汉区、硚口区相望。面积6.5平方公里，人口3.12万人，辖国棉、汉汽、江汉桥、铁桥、龙灯、华园和碧水晴天7个社区。街道办事处驻地为红旗村206号。

## 行政区划
晴川街道下辖以下村级行政区划单位：
龙灯社区、铁桥社区、华园社区、碧水晴天社区、国棉社区、汉汽社区和江汉桥社区。